# Cantone di Fumel
Il Cantone di Fumel era una divisione amministrativa dell'arrondissement di Villeneuve-sur-Lot.
È stato soppresso a seguito della riforma complessiva dei cantoni del 2014, che è entrata in vigore con le elezioni dipartimentali del 2015.
Comprendeva i comuni di:
- Blanquefort-sur-Briolance
- Condezaygues
- Cuzorn
- Fumel
- Monsempron-Libos
- Saint-Front-sur-Lémance
- Sauveterre-la-Lémance